# Kill Kill
Kill Kill es el primer extended play (EP) de la cantante y compositora estadounidense Lizzy Grant, más tarde conocida como Lana Del Rey. 5 Points Records lo lanzó el 21 de octubre de 2008 en Estados Unidos bajo el nombre real de Del Rey, Lizzy Grant. Las tres canciones del extended play se añadieron después al álbum de 2010 Lana Del Ray. «Yayo» más tarde sería regrabado y lanzado por tercera vez, en el EP de Del Rey lanzado en 2012 Paradise. «Kill Kill» fue el único sencillo del EP. Un video musical acompañó la canción y fue publicado en 2008.

## Lista de canciones
Todas las canciones producidas por David Kahne.
| N.º   | Título                                         | Duración |  |
| 1.    | «Kill Kill»                                    | 3:59     |  |
| 2.    | «Yayo»                                         | 5:45     |  |
| 3.    | «Gramma (Blue Ribbon Sparkler Trailer Heaven)» | 3:50     |  |
| 13:34 |                                                |          |  |